# Савельев, Николай Иванович
Николай Иванович Савельев (25 марта 1949, дер. Починки, Горьковская область — 7 июня 2016, Мичуринск, Тамбовская область) — советский и российский учёный в области генетики и селекции плодовых культур; доктор сельскохозяйственных наук (1998), профессор (2000), академик РАСХН (2005), академик РАН (2013). Директор Всероссийского научно-исследовательского института генетики и селекции плодовых растений им. И. В. Мичурина (c 1997).

## Биография
Родился в деревне Починки Вознесенского района Горьковской области. В 1967 году поступил в Плодоовощной институт им. И. В. Мичурина в городе Мичуринске, который окончил в 1972 году.
В 1976 году поступил в аспирантуру при ЦГЛ имени И. В. Мичурина. Вся дальнейшая трудовая жизнь связана с этим учреждением: с 1976 года — младший, с 1980 — старший научный сотрудник, с 1986 — заведующий лабораторией генетики и селекции семечковых культур, с 1991 — заместитель директора по науке, с 1997 года — директор Всероссийского научно-исследовательского института генетики и селекции плодовых растений имени И. В. Мичурина.

## Вклад в науку
Научно-исследовательская работа посвящена разработке генетических основ создания новых доноров и сортов яблони с комплексом важнейших хозяйственно-ценных признаков.
Савельевым разработаны и усовершенствованы теоретические основы и новые методы селекции яблони и груши, базирующиеся на знании генотипических особенностей селектируемых признаков, закономерностей их наследования, характера взаимодействия генов, а также генотипической структуры и комбинационной способности родительских форм. Является автором и соавтором около 20 высокопродуктивных, зимостойких, устойчивых к болезням сортов яблони и груши, не требующих применения фунгицидов.
В 1997 году защитил диссертацию на соискание степени доктора сельскохозяйственных наук на тему «Селекционно-генетическая оценка яблони в средней полосе России». Под его руководством создано более 150 генетических источников и доноров ценных признаков, которые используются в селекции, а также сформирована уникальная генетическая коллекция, насчитывающая более 4,5 тыс. генотипов.
Опубликовано около 200 научных трудов, в том числе 3 книги и 13 методических рекомендаций и учебных пособий. Имеет 11 авторских свидетельств и патентов на изобретения. Ряд трудов опубликован за рубежом.
Награждён медалью ордена «За заслуги перед Отечеством» II степени (2006).

## Избранные труды
- Доноры ценных признаков основных семечковых, ягодных растений и винограда и их использование в селекции: (Метод. рекомендации) / Соавт.: С. П. Яковлев и др.; Центр. генет. лаб. им. И. В. Мичурина. Мичуринск, 1992. 62 с.
- Методические рекомендации по получению растений-регенерантов плодовых пород в культуре пыльников / Соавт.: О. С. Жуков, О. Я. Олейникова; Всерос. НИИ генетики и селекции плодовых растений им. И. В. Мичурина. Мичуринск, 1994. 36 с.
- Генетические основы селекции яблони / Всерос. НИИ генетики и селекции плодовых растений им. И. В. Мичурина. Мичуринск, 1998. 304 с.
- Создание новых сортов и доноров ценных признаков на основе идентифицированных генов плодовых растений / Соавт.: А. П. Грибановский и др.; Всерос. НИИ генетики и селекции плодовых растений им. И. В. Мичурина. Мичуринск, 2002. 84 с.